# Кіртан
Кіртан або санкіртан (санскрит — «повторювати»)  — релігійна практика, яка полягає в груповому співі імен божеств і слави богам. Кіртан є однією з основних релігійних практик у вайшнавських традиціях бгакті , а також відіграє помітну роль у сикхізмі, деяких формах буддизму та інших традиціях.
В індуїзмі, практика індивідувального повторювання імен бога називається «джапа», а в групі з використанням музичних інструментів (а часто і з танцями) - «кіртан» або «санкіртан» (від санскр. сан- «повний кіртан»). Починаючи з XVI століття практика кіртану широко розповсюдилася в індуїзмі завдяки вайшнавському святому і релігійному реформатору Чайтан'ї Махапрабгу  та іншим діячам.
Кіртан є поперемінним співом ведучого та хору — спочатку ведучий співає цілком або частину мантри, а потім усі хором її повторюють, потім знову вступає ведучий і т. д. Спів зазвичай акомпонується на мридангах і караталах (маленьких цимбалах), також використовується фісгармонія, а іноді й інші інструменти. У кіртані, зазвичай, використовуються традиційні мелодії. У традиції вайшнавізму, під час співу прийнято танцювати, - танець вважається одним з важливих елементів крішнаїтскої бгакті. Кіртан зазвичай починаються повільно, а потім прискорюються. Для кожної стадії кіртана існують свої ритми.

## Значення
Кіртан є давньою релігійною практикою. Санскритський корінь дієслова кіртт означає «вимовляти що-небудь голосно, так, щоб інші також могли чути». Значення слова кіртан часто трактується як «голосно проголошувати пишноти Всевишнього для того, щоб всі чули». Йога кіртана відрізняється від ритуальних релігійних пісень та від часто егоцентричного духу молитви заради власного благополуччя. Завданням практикуючого кіртан є на час цілком зануриться у духовну звукову вібрацію. Всі дії в кіртані мають свій глибокий внутрішній зміст і піддаються раціональному поясненню. У той час як ритуали догматичні і часто служать зовнішнім цілям впливу на людей через прояв величі й таємничості того що відбувається.
Кіртан є вид динамічної медитації. Секрет дієвості цього методу криється в його всебічному впливі на людину. Йоги вважали, що акустичні хвилі впливають на чакри - енергетичні центри, розташовані в людському тілі. Цьому ефекту відповідає санскритський алфавіт, кожен акустичний корінь (літера) якого відповідає тій чи іншій чакрі. Вважається, що звуки мантри кіртану на санскриті активізують і спрямовують духовну енергію людини до вищих чакр. Одночасно з цим людина може почати відчувати незвідані досі спокій, любов, екстаз і тощо.
Танок є фізичним елементом кіртана. Коли люди відчувають виключну ступінь радості і довіри, їм хочеться максимально розкрити свої обійми. Протилежне теж вірно: коли люди розкривають свої руки, це змушує їх відчути радість. Тому руки танцюючих під час кіртана розкриті і підняті над головою.
Жодна зі сфер існування людини не залишається неохопленою кіртаном: і душа, і розум, і тіло практикуючого кіртан об'єднані загальним устремлінням. Духовні, психічні та фізичні хвилі зливаються в єдиний потік, що дозволяє переживати досвід, звичайно доступний лише великим містикам і святим. Кіртан простий, доступний і не вимагає підготовки, через що є повсякденною практикою багатьох індуїстів.

## Кіртан уҐаудія-вайшнавізмі
Кіртан святих імен Крішни «харінама-санкіртана» набув широкого поширення у Бенґалії XVI століття завдяки ґаудія-вайшнавському святому Чайтані Махапрабгу, якого кришнаїти шанують як об'єднану аватару Радги та Крішни. Найбільш важливою є махамантра "Харе Крішна".
Чайтан'я пропагував мелодійну форму кіртана у супроводі танців. Він проповідував, що Бог знаходиться в серцях усіх живих істот. Кіртан відкриває серце і пробуджує любов до Бога, яка завжди присутня там, але перебуває під покровом матеріальних бажань.  Чайтан'я присвятив своє життя проповіді кіртана. З цією метою він на початку XVI століття з групою послідовників об'їхав всю Індію, здійснюючи кіртан в багатьох містах і селах, особливо в місцях паломництва індуїстів. Описується, що він залучив сотні тисяч послідовників і йому тепло приймали люди всіх каст та віросповідань. В даний час, мільйони людей в Індії слідують практиці кіртана.
Основи вчення Чайтан'ї містяться у восьми віршах «Шікшаштаки», де він пояснює значення кіртана і ефект, що отримується від його практики. В одному з віршів Чайтан'я каже: 
|  | Слава санкіртану Шрі Крішни, яка очищає серце від пилу, що накопичився за довгі роки, і гасить пожежу обумовлену життям, повторюваних народжень і смертей. Рух санкіртани — вища благословіння всьому людству, тому що він поширює промені благословляючою місяця. У ньому — душа всього трансцендентного знання. Він збільшує океан духовного блаженства і дає нам можливість повною мірою насолодитися смаком нектару, якого ми завжди так прагнемо. |

## Кіртан усикхізмі
Традицію кіртана e сикхізмі, звану Ґурмат-Санґ, почав Ґуру Нанак у Картарпурі в 1500-х роках. Пізніше, традиція була продовжена його послідовниками, особливо Ґуру Арджаном з Амрітсара. Кіртан продовжував відбуватися в Золотому храмі в Амрітсарі та інших історичних ґурдварах, з великою увагою до рагам, талам і дгуні.
У кіртанах сикхи використовують гімни зі священного писання сикхізму, Шрі Ґуру Ґрантх Сахібу. Гімни, звані Шабад, поділяються на глави, кожну з яких названо згідно з однією з музичних раґ: усі Шабад окремо взятої глави слід оспівувати відповідно до визначеної раґи. Гуру сикхізму надавали кіртану величезне значення, називаючи його «найважливішим заняттям», яке «рятує людину з пекла» і в результаті якого «всі нескінченні страждання йдуть геть, перемагається смерть і душа насолоджується нектаром любові до Бога». Вони також говорили, що «в оспівуванні імені та слави Бога у кіртані можна знайти виконання усіх бажань, силу, радість і вічне блаженство», «в цю темну епоху Калі-юґи , спів кіртана володіє величезною силою» і що «оспівуючи кіртан на славу Господа, ім'я Його поселяється в умі». В одному з гімнів говориться:
|  | Оспівуючи кіртан в Його славу, мій розум знайшов умиротворення; Я очистився від гріхів, вчинених у незліченних втіленнях, Я знайшов всі багатства у моєму власному серці; Навіщо ж тоді я повинен йти і шукати їх десь? |

## Бгаджана на Заході

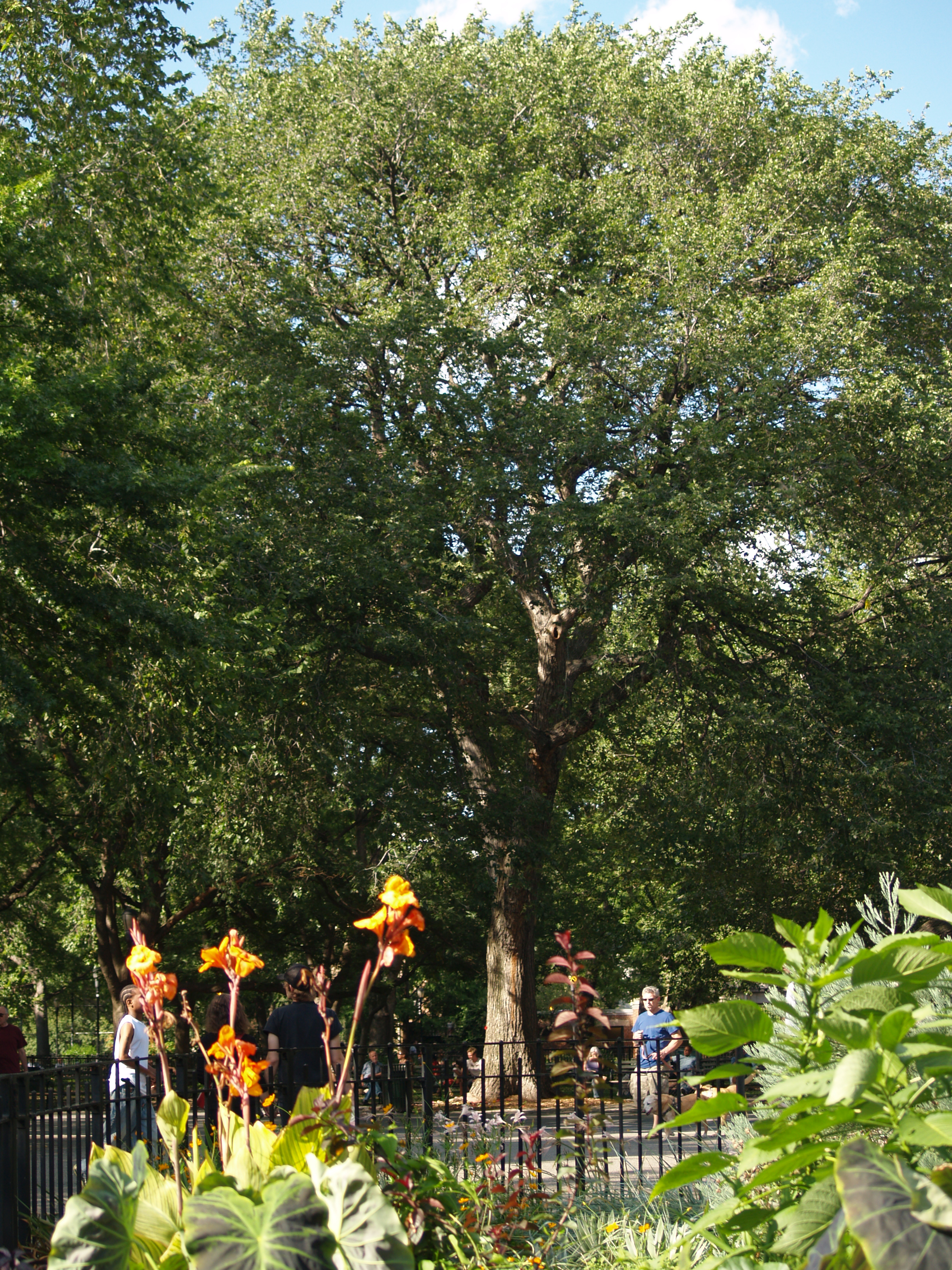
«Дерево Харе Крішна» у Томпкінс-сквер-парку в Нью-Йорку, під яким Бгактіведанта Свамі Прабгупада зробив перший відомий кіртан на відкритому повітрі за межами Індії.

Можливо перший кіртан на Заході провів Парамаханса Йоґананда, оспівуючи бгаджан «Хей Харі Сундара» («Про прекрасного Бога») з 3000 аудиторією в Карнеґі-холі в 1923. Починаючи з 1960-х років кіртан почав набувати популярності на Заході. Перший публічний кіртан на відкритому повітрі провів на Заході Бгактіведанта Свамі Прабгупада - засновник Міжнародного товариства свідомості Крішни. Він відбувся 9 жовтня 1966 року під одним з дерев у Томпкінс-сквер-парку у Нью-Йорку. Цього дня, серед послідовників Свамі Прабхупади був відомий американський поет-бітник Аллен Гінзберг. У 2001 році, під цим деревом, що отримало назву «дерево Харе Крішна», за розпорядженням мера Нью-Йорку Рудольфа Джуліані на ознаменування цієї події була встановлена меморіальна дошка. За останні півстоліття, багато у чому завдяки кришнаїтам, традиція кіртана поширилася по всьому світу. До найпопулярніших виконавців кіртана на заході належать Крішна Дас і Джай Уттал. Сучасні виконавці кіртана часто експериментують з використанням неіндійських інструментів, таких як ґітара синтезатор і акордеон. Також використовуються елементи західних стилів музики, таких як джаз або хард-рок.
У травні 2009 року американський індуїстський діяч Раджан Зед закликав ввести нову музичну категорію «кіртан» для премії «Ґреммі». Зед зауважив, що кіртан приваблює велику аудиторію за межами Індії - в США, Канаді, Великій Британії та багатьох інших країнах світу. Він також закликав організаторів «American Music Awards» і «BRIT Awards» ввести нову категорію нагород «Улюблений виконавець кіртанів року».